# Ngumu
Ngumu (ou Ngunum) est une localité du Cameroun, située dans l'arrondissement de Mundemba, le département du Ndian et la Région du Sud-Ouest.

## Population
La localité comptait 104 habitants en 1953, 190 en 1968-1969, 87 en 1972, principalement des Korup et des Bima.
Lors du recensement national de 2005, on y a dénombré 128 habitants.